# Parornix kugitangi
Parornix kugitangi är en fjärilsart som beskrevs av Remigijus Noreika 1991. Parornix kugitangi ingår i släktet Parornix och familjen styltmalar.
Artens utbredningsområde är:
- Turkmenistan.
- Uzbekistan.

Inga underarter finns listade i Catalogue of Life.